# Mordechai Ben David
Pour les articles homonymes, voir David et Werdyger.
Mordechai Ben David Werdyger, dit MBD, est un chanteur américain contemporain né le 16 avril 1951 à New York. Spécialisé dans le répertoire hassidique, il a été consacré « King of Jewish Music ».

## Éléments biographiques
Mordechai Werdyger, connu sous le nom de "Mordechai Ben David" (Mordechai fils de David), est le fils du chanteur hassidique, le Hazzan David Werdyger, lui-même considéré comme un classique du genre, Mordechai ben David a transmis la chaîne des générations, et des chansons, puisque son fils, Yeedle Werdiger, se produit lui aussi sur scène, avec toutefois moins de succès que son père.
Mordechai Ben David est le frère de Mendy Werdyger, le père de Yeedle Werdyger (né en 1971) et l'oncle de Yisroel Werdyger.

## Discographie
Le style de Mordechai Ben David s’inspire de la musique hassidique traditionnelle, où une formule est tirée du fonds juif traditionnel (Bible, Talmud, Maïmonide, liturgie etc.) et répétée ad libitum. Sa musique est cependant mâtinée de Klezmer et, surtout, de rock 'n' roll.
- Mordechai Ben David Sings Original Chassidic Nigunim (1973)
- Hineni (1975)
- Neshama Soul (1977)
- I'd Rather Pray and Sing (1978)
- Vechol Maminim - Songs of Rosh Hashana (1979)
- Moshiach is Coming Soon (1980)
- Memories (1981)
- Mordechai Ben David Live (1981)
- Ich Hob Gevart (I Have Waited) (1982)
- Just One Shabbos (1983)
- Around the Year Vol. 1 (1984)
- Hold On (1984)
- Let My People Go (1985)
- Jerusalem Not For Sale (1986)
- MBD and Friends (1987)
- Jerusalem Our Home - Lekovod Yom Tov (1988)
- Live in Jerusalem (1989)
- Siman Tov and Keitzad (Singles) (1989)
- Solid MBD (1990)
- The Double Album (1990)
- Moshiach, Moshiach, Moshiach (1992)
- Tomid BeSimcha - Always Happy (1994)
- Special Moments (1994)
- Once Upon a Niggun (1996)
- Chevron Forever (single)(1996)
- Ein Od Milvado (1997)
- The English Collection (1998)
- We Are One (1999)
- Maaminim (2001)
- Kumzits (2003)
- Nachamu Ami (2004)
- Oorah [single] (2005)
- Efshar Letaken (2006)
- Yiddish Collection (2007)
- Anovim Anovim [single] (2008)
- Levado - Mishpacha [single] (2008)
- Oorah [single] (2008)
- Kulom Ahuvim (2009)
- Platinum Collection (2009)
- kissufim (2011)
- Tseaka (2016)
- Hashpuos (2022)